# (4951) Iwamoto
(4951) Iwamoto es un asteroide perteneciente al cinturón de asteroides, descubierto el 21 de enero de 1990 por Yoshikane Mizuno y el también astrónomo Toshimasa Furuta desde el Kani Observatory, Kani, Japón.

## Designación y nombre
Designado provisionalmente como 1990 BM. Fue nombrado Iwamoto en honor del astrónomo japonés  Masayuki Iwamoto, descubridor de varios asteroides desde el Observatorio de Tokushima.

## Características orbitales
Iwamoto está situado a una distancia media del Sol de 2,256 ua, pudiendo alejarse hasta 2,631 ua y acercarse hasta 1,882 ua. Su excentricidad es 0,166 y la inclinación orbital 7,527 grados. Emplea 1238 días en completar una órbita alrededor del Sol.

## Características físicas
La magnitud absoluta de Iwamoto es 13,3. Tiene 5,192 km de diámetro y su albedo se estima en 0,218. Está asignado al tipo espectral S según la clasificación SMASSII.